# Eagle Creek
Eagle Creek (korábban Eagle Creek) az Amerikai Egyesült Államok Oregon államának Clackamas megyéjében, az Oregon Route 211 és az Oregon Route 224 csomópontjában elhelyezkedő önkormányzat nélküli település.

## Története
Nevét az 1840-es években a Sas-patakról (Eagle Creek) kapta; a posta 1867-ben nyílt meg. Philip Fosternek farmja volt itt.

## Éghajlat
A település éghajlata mediterrán (a Köppen-skála szerint Csb).

## Sport
A Dowty Roadon 18 lyukas golfpálya található.

## Fordítás
- Ez a szócikk részben vagy egészben  az   Eagle Creek, Oregon című angol Wikipédia-szócikk ezen változatának fordításán alapul.  Az eredeti cikk szerkesztőit annak laptörténete sorolja fel. Ez a jelzés csupán a megfogalmazás eredetét és a szerzői jogokat jelzi, nem szolgál a cikkben szereplő információk forrásmegjelöléseként.